# Klaus Simmering
Klaus Simmering (* 21. August 1958 in Bochum; † 21. April 2004) war ein deutscher Wissenschaftsjournalist und Filmproduzent. 

## Leben
Nach dem Abitur studierte er Publizistik in Bochum und arbeitete als freier Autor für den Westdeutschen Rundfunk und das Zweite Deutsche Fernsehen. 
Seine Reportagen umfassten unter anderem Auf dem Weg zum UFO-Antrieb (über Supraleiter) und Schneller als das Licht. Die Sendungen wurden 1999 und 2000 wöchentlich  bei Space Night gesendet. Eine weitere Sendung war 300 Jahre erstunken und erlogen? bei der Sendung nano („science in fiction“), ein Beitrag zur Chronologiekritik. Sein letzter Film war Ich bin schizophren, aber nicht verrückt handelte von der Behandlung von Schizophreniekranken in Deutschland.
Simmering starb 45-jährig an einem Hirntumor; Er hinterließ seine Frau Sylvia Itzigehl und zwei Kinder.